# Исчезнувшие населённые пункты Ивановской области/Лухский район
Исчезнувшие населённые пункты Ивановской области/Лухский район
- Алексино, Кузьминский с/с, № 242 от 29.10.1993
- Алексино, Худынский с/с, № 528 от 25.12.1957
- Арефино, Благовещенский с/с, № 21/16 от 12.12.1977
- Артёмово, Рябовский с/с, № 86 от 17.02.1972
- Артюхино, Порздневский с/с, № 43 от 27.01.1986
- Архангельское, Кузьминский с/с, № 342 от 2.11.1983
- Астафинская, Порздневский с/с, № 43 от 27.01.1986
- Афонино, Порздневский с/с, № 43 от 27.01.1986
- Бакуниха Малая, Бакуновский с/с, № 664 от 20.11.1972
- Башкино, Нововоскресенский с/с, № 483 от 26.10.1964
- Безводново, Нововоскресенский с/с, № 483 от 26.10.1964
- Безумново Большое, Благовещенский с/с, № 483 от 26.10.1964
- Безумново Малое, Благовещенский с/с, № 483 от 26.10.1964
- Белая, Быковский с/с, № 9/20-1 от 24.04.1978
- Белевский, Бакуновский с/с, № 528 от 25.12.1957
- Бердниково, Порздневский с/с, № 86 от 17.02.1972
- Богданово, Рябовский с/с, № 152 от 17.07.1997
- Болдырева Пустынь, Благовещенский с/с, № 528 от 25.12.1957
- Бородулино, Макаровский с/с, № 483 от 26.10.1964
- Брунеево, Макаровский с/с, № 528 от 25.12.1957
- Будаи, Быковский с/с, № 242 от 29.10.1993
- Бурдино, Тимирязевский с/с, № 166 от 25.07.1983
- Бычиха, Порздневский с/с, № 86 от 17.02.1972
- Вишня Малая, Быковский с/с, № 86 от 17.02.1972
- Владелиновка, Петельниковский с/с, № 528 от 25.12.1957
- Власово, Быковский с/с, № 242 от 29.10.1993
- Вознесенье, Кузьминский с/с, № 528 от 25.12.1957
- Воробино, Благовещенский с/с, № 86 от 17.02.1972
- Гари, Кузьминский с/с, № 342 от 2.11.1983
- Гари Большие, Порздневский с/с, № 664 от 20.11.1972
- Георгиевское , Бакуновский с/с, № 86 от 17.02.1972
- Голубцы, Нововоскресенский с/с, № 483 от 26.10.1964
- Грибатинская, Порздневский с/с, № 9/20-1 от 24.04.1978
- Доровское, Порздневский с/с, № 86 от 17.02.1972
- Дрязгово, Порздневский с/с, № 242 от 29.10.1993
- Дьяково, Порздневский с/с, № 528 от 25.12.1957
- Дьяконово, Слободкинский с/с, № 43 от 27.01.1986
- Ерёмино (Еремино), Худынский с/с, № 86 от 17.02.1972
- Еронино, Порздневский с/с, № 21/16 от 12.12.1977
- Загуменниково, Бакуновский с/с, № 528 от 25.12.1957
- Заречье, Благовещенский с/с, № 528 от 25.12.1957
- Ивашково, Благовещенский с/с, № 43 от 27.01.1986
- Ильдово Большое, Быковский с/с, № 242 от 29.10.1993
- Ильдово Малое, Быковский с/с, № 86 от 17.02.1972
- Камень, Худынский с/с, № 528 от 25.12.1957
- Карпово, Порздневский с/с, № 86 от 17.02.1972
- Китиха, Нововоскресенский с/с, № 809 от 9.12.1974
- Ковырино, Худынский с/с, № 21/16 от 12.12.1977
- Кокурина, Макаровский с/с, № 483 от 26.10.1964
- Колово, Порздневский с/с, № 528 от 25.12.1957
- Колотилово, Нововоскресенский с/с, № 86 от 17.02.1972
- Крутово, Порздневский с/с, № 86 от 17.02.1972
- Кувшиновский, Бакуновский с/с, № 528 от 25.12.1957
- Кузино, Порздневский с/с, № 43 от 27.01.1986
- Кузьмино, Благовещенский с/с, № 86 от 17.02.1972
- Кузьмино, Худынский с/с, № 342 от 2.11.1983
- Кунинская, Макаровский с/с, № 483 от 26.10.1964
- Курбанино, Порздневский с/с, № 809 от 9.12.1974
- Лисенки, Нововоскресенский с/с, № 43 от 27.01.1986
- Лубеньки Малые, Рябовский с/с, № 483 от 26.10.1964
- Любимово, Благовещенский с/с, № 528 от 25.12.1957
- Любимово, Порздневский с/с, № 242 от 29.10.1993
- Макарьево, Быковский с/с, № 809 от 9.12.1974
- Маково, Бакуновский с/с, № 528 от 25.12.1957
- Малиново, Благовещенский с/с, № 528 от 25.12.1957
- Маньшино Малое, Нововоскресенский с/с, № 483 от 26.10.1964
- Марьино, Нововоскресенский с/с, № 528 от 25.12.1957
- Матюгино, Кузьминский с/с, № 483 от 26.10.1964
- Медведево, Благовещенский с/с, № 43 от 27.01.1986
- Моденовская, Порздневский с/с, № 43 от 27.01.1986 СУЩЕСТВУЕТ
- Молябуха Малая, Бакуновский с/с, № 483 от 26.10.1964
- Мордаково, Нововоскресенский с/с, № 483 от 26.10.1964
- Мосеиха Большая, Быковский с/с, № 242 от 29.10.1993
- Мосеиха Малая, Быковский с/с, № 483 от 26.10.1964
- Новиково, Бакуновский с/с, № 483 от 26.10.1964
- Новосёлки, Рябовский с/с, № 21/16 от 12.12.1977
- Огурцово, Кузьминский с/с, № 86 от 17.02.1972
- Оладово, Благовещенский с/с, № 81 от 25.05.1984
- Осипово, Макаровский с/с, № 528 от 25.12.1957
- Ошасты Малые, Быковский с/с, № 17/9 от 11.11.1979
- Палкино, Нововоскресенский с/с, № 528 от 25.12.1957
- Панино, Макаровский с/с, № 528 от 25.12.1957
- Панинская, Порздневский с/с, № 809 от 9.12.1974
- Панфилово, Рябовский с/с, № 43 от 27.01.1986
- Панькино, Нововоскресенский с/с, № 86 от 17.02.1972
- Паршино, Худынский с/с, № 809 от 9.12.1974
- Первунино Малое, Быковский с/с, № 483 от 26.10.1964
- Петелино, Благовещенский с/с, № 528 от 25.12.1957
- Подвигалово, Тимирязевский с/с, № 342 от 2.11.1983
- Покров-Кельна, Петельниковский с/с, № 528 от 25.12.1957
- Половинкино, Кузьминский с/с, № 86 от 17.02.1972
- Попово, Слободкинский с/с, № 43 от 27.01.1986
- Починок Ермаков, Нововоскресенский с/с, № 86 от 17.02.1972
- Пречистое, Нововоскресенский с/с, № 528 от 25.12.1957
- Приправино, Благовещенский с/с, № 43 от 27.01.1986
- Противново, Благовещенский с/с, № 86 от 17.02.1972
- Прошино, Благовещенский с/с, № 528 от 25.12.1957
- Рославский, Бакулинский с/с, № 528 от 25.12.1957
- Рудино, Рябовский с/с, № 86 от 17.02.1972
- Ряполово, Кузьминский с/с, № 809 от 9.12.1974
- Савино, Порздневский с/с, № 177 от 1.06.1981
- Савино-Клюкино, Порздневский с/с, № 86 от 17.02.1972
- Санкино, Порздневский с/с, № 86 от 17.02.1972
- Севастьяниха, Благовещенский с/с, № 20/11 от 15.11.1976
- Столбово, Порздневский с/с, № 86 от 17.02.1972
- Стулово, Быковский с/с, № 809 от 9.12.1974
- Стрюково, Благовещенский с/с, № 21/16 от 12.12.1977
- Стрюково, Макаровский с/с, № 483 от 26.10.1964
- Суровец, Порздневский с/с, № 242 от 29.10.1993
- Суслиха, Порздневский с/с, № 9/20-1 от 24.04.1978
- Сутягино, Быковский с/с, № 483 от 26.10.1964
- Татариха, Тимирязевский с/с, № 483 от 26.10.1964
- Трехвражново, Благовещенский с/с, № 483 от 26.10.1964
- Тюрино, Макаровский с/с, № 483 от 26.10.1964
- Уланиха, Порздневский с/с, № 809 от 9.12.1974
- Ульяниха, Нововоскресенский с/с, № 86 от 17.02.1972
- Упрелово, Порздневский с/с, № 86 от 17.02.1972
- Федоровка, Благовещенский с/с, № 9/20-1 от 24.04.1978
- Фефеловка, Порздневский с/с, № 20/11 от 15.11.1976
- Фомино, Порздневский с/с, № 86 от 17.02.1972
- Хреновская, Макаровский с/с, № 483 от 26.10.1964
- Чёрная, Порздневский с/с, № 43 от 27.01.1986
- Чёрная Большая, Быковский с/с, № 242 от 29.10.1993
- Чёрная Малая, Быковский с/с, № 483 от 26.10.1964
- Шадрино, Худынский с/с, № 528 от 25.12.1957
- Шиловка, Порздневский с/с, № 86 от 17.02.1972
- Шитяково, Нововоскресенский с/с, № 528 от 25.12.1957
- Юринская, Порздневский с/с, № 17/9 от 11.11.1979
- Яковская, Порздневский с/с, № 21/16 от 12.12.1977
- Якушево, Порздневский с/с, № 342 от 2.11.1983
- Якуши Большие, Быковский с/с, № 483 от 26.10.1964
- Якуши Малые, Быковский с/с, № 483 от 26.10.1964